# Einband-Weltmeisterschaft 1976

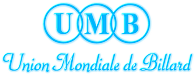
Logo UMB (ausrichtender Verband)

Veranstaltungsort: Löwen

Die Einband-Weltmeisterschaft 1976 war das siebte Turnier in dieser Disziplin des Karambolagebillards und fand vom 8. bis zum 11. April 1976 in Löwen, in der belgischen Provinz Flämisch-Brabant, statt. Es war die dritte Einband-Weltmeisterschaft in Belgien.

## Geschichte
Mit seinem insgesamt 20. Weltmeistertitel dominierte Raymond Ceulemans diese Weltmeisterschaft. Seinen zweiten Platz von 1974 konnte der amtierende Europameister im Einband Christ van der Smissen in Löwen bestätigen. Für den Titelverteidiger Ludo Dielis blieb nur der dritte Platz. Dielis verlor unter anderem gegen den deutschen Meister Dieter Müller, der mit 8,39 einen neuen deutschen Rekord im Generaldurchschnitt (GD) aufstellte. Der im Einband sehr starke Österreicher Johann Scherz musste seine Teilnahme kurzfristig durch einen Trauerfall in der Familie absagen und wurde durch den Cadre-Spezialisten Hans Vultink aus den Niederlanden ersetzt.

## Modus
Gespielt wurde in einer Finalrunde „Jeder gegen Jeden“ bis 200 Punkte.

## Abschlusstabelle

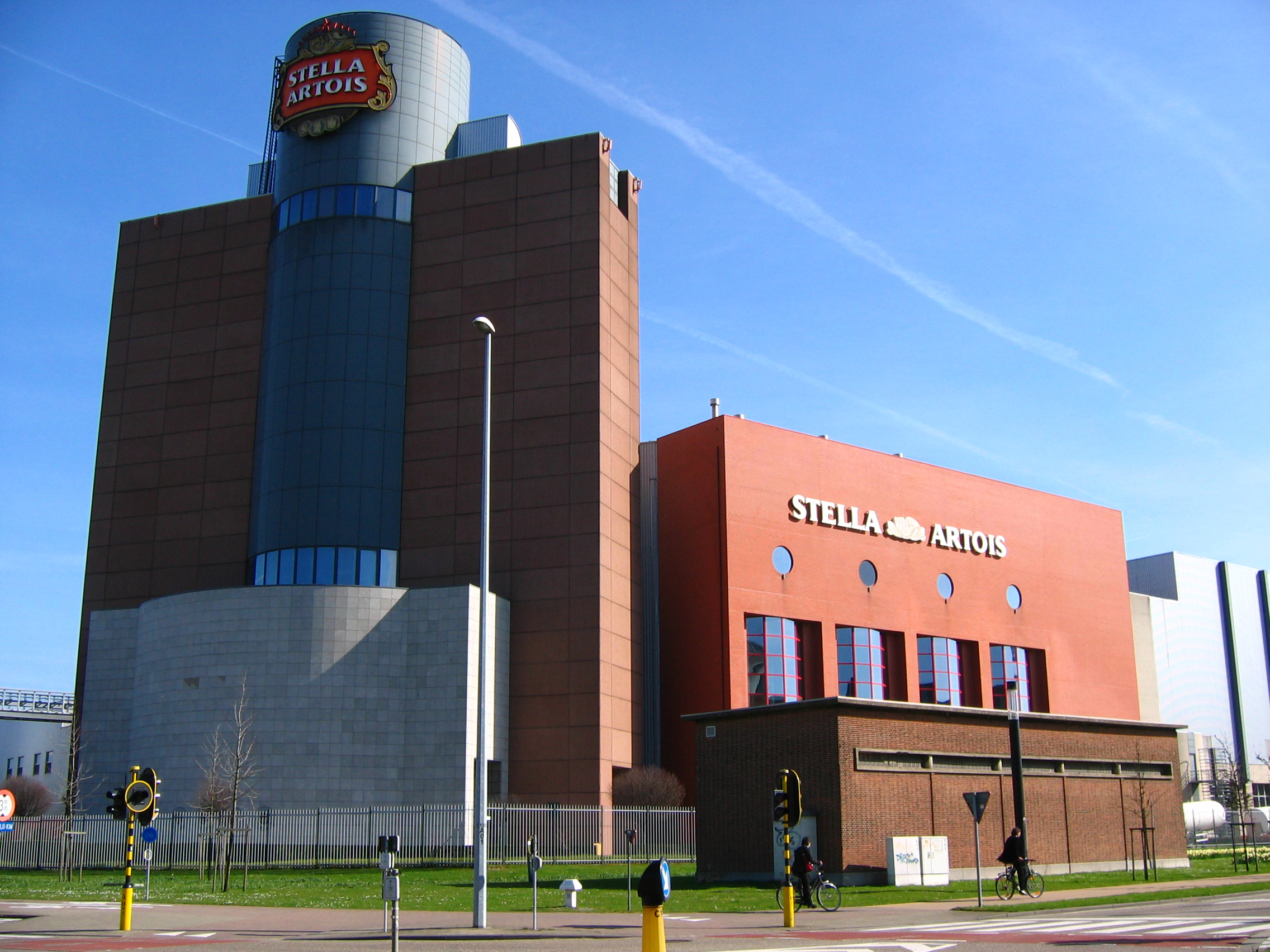
Brauerei Stella Artois

| MP    | Match Points (Sieger = 2; Unentschieden = 1; Verlierer = 0) |
| Pkte. | Erzielte Karambolagen                                       |
| Aufn. | Benötigte Versuche                                          |
| GD    | Generaldurchschnitt                                         |
| BED   | Bester Einzeldurchschnitt eines Spielers                    |
| HS    | Höchstserie                                                 |
|       | Bester GD des Turniers                                      |
|       | Bester ED des Turniers                                      |
|       | Beste HS des Turniers                                       |
|       | 1. Platz (Gold)                                             |
|       | 2. Platz (Silber)                                           |
|       | 3. Platz (Bronze)                                           |

| Platz                     | Name                   | MP   | Pkte | Aufn. | GD    | BED   | HS  |
| ------------------------- | ---------------------- | ---- | ---- | ----- | ----- | ----- | --- |
| 1                         | Raymond Ceulemans      | 14:0 | 1400 | 93    | 15,05 | 25,00 | 106 |
| 2                         | Christ van der Smissen | 10:4 | 1182 | 136   | 8,69  | 14,28 | 60  |
| 3                         | Ludo Dielis            | 8:6  | 1275 | 112   | 11,38 | 15,38 | 63  |
| 4                         | Francis Connesson      | 8:6  | 1263 | 137   | 9,21  | 11,11 | 84  |
| 5                         | Hans Vultink           | 8:6  | 1149 | 183   | 6,27  | 9,52  | 60  |
| 6                         | Dieter Müller          | 6:8  | 1268 | 151   | 8,39  | 11,11 | 67  |
| 7                         | Nobuaki Kobayashi      | 2:12 | 740  | 141   | 5,24  | 7,69  | 29  |
| 8                         | Osvaldo Berardi        | 0:14 | 900  | 151   | 5,96  | –     | 52  |
| Turnierdurchschnitt: 8,31 |                        |      |      |       |       |       |     |